# Bryanna Nasck
Bryanna Nasck es una presentadora, influencer digital, streamer y jugadora profesional de League of Legends brasileña.

## Carrera
Nacida en el interior del estado de São Paulo en 1993 o 1994, se introdujo en el mundo de los videojuegos a los cuatro años de edad. Mientras jugaba MMORPG, siempre creó personajes femeninos, utilizando la experiencia para explorar su identidad desde una edad temprana. Después de completar la escuela secundaria a través del programa de Educación para Jóvenes y Adultos (EJA), lanzó su canal de YouTube en 2011. Posteriormente cocreó el pódcast Garotrans junto a Cup e Isabel Brandão, quienes también son trans. Desde 2017, ha estado transmitiendo en vivo Free Fire. En 2021, patrocinó el primer torneo de deportes electrónicos de Brasil para personas trans, la Copa Rebecca Heinemann, creada por Sher Machado.
En septiembre de 2022, cuando tenía previsto presentar el Brasil Game Show, Bryanna fue acreditada con su deadname. Acusó el suceso de transfobia. Tras el incidente, los organizadores actualizaron sus políticas para permitir el uso de nombres elegidos. En octubre, reveló que había rechazado una oferta de trabajo relacionada con la Copa Mundial de la FIFA 2022 en Catar, temiendo por su vida debido a las leyes transfóbicas del país. De abril a diciembre de 2023, se desempeñó como presentadora del pódcast Azamigas, producido por TV Zyn, el canal de YouTube enfocado en jóvenes del Sistema Brasileño de Televisión (SBT).

## Vida personal
Ella es una mujer transgénero y no binaria, que usa el pronombre "ella". se identifica como demisexual y pansexual.